# Antígua e Barbuda nos Jogos Olímpicos de Verão da Juventude de 2010
Predefinição:Info/Yout Olympics Antígua e Barbuda
Antígua e Barbuda participou dos Jogos Olímpicos de Verão da Juventude de 2010 em Cingapura. Sua delegação foi composta de quatro atletas que competiram em dois esportes.

## Atletismo
| Evento          | Atleta                  | Qualificação | Qualificação | Final     | Final        |
| Evento          | Atleta                  | Resultado    | Posição      | Resultado | Posição      |
| --------------- | ----------------------- | ------------ | ------------ | --------- | ------------ |
| 400 m masculino | Jalil Salmon            | 53.55        | 21º (6º q4)  | 52.58     | 4º (Final C) |
| 3000 m feminino | Kenryca Shenika Francis | 11:07.12     | 15º          | 11:11.11  | 7º (Final B) |
| 100 m masculino | Tahir Walsh             | 10.89        | 5º (2º q2)   | 10.71     | 4º (Final A) |

## Natação
| Evento               | Atleta                    | Qualificação | Qualificação | Semifinais  | Semifinais  | Final       | Final       |
| Evento               | Atleta                    | Resultado    | Posição      | Resultado   | Posição     | Resultado   | Posição     |
| -------------------- | ------------------------- | ------------ | ------------ | ----------- | ----------- | ----------- | ----------- |
| 50 m livre masculino | Kareem Sandoval Valentine | 29.42        | 44º (6º q3)  | Não avançou | Não avançou | Não avançou | Não avançou |